# Rainflow-Zählung
Als Rainflow-Zählung, oder Rainflowzählverfahren, wird ein spezielles zweiparametriges Zählverfahren innerhalb der Betriebsfestigkeit bezeichnet. Verwendung findet das Verfahren beispielsweise in der Automobilindustrie bei der betriebsfesten Auslegung von Bauteilen, die zyklischen und unregelmäßigen Erschütterungen durch die Straße ausgesetzt sind (zum Beispiel Abgasanlagen).
Die englische Bezeichnung Rainflow leitet sich von einer anschaulichen Erklärung der Zählmethode mit Regenwasserflüssen über Pagodendächer ab.
Charakteristisch für das Verfahren ist die Umwandlung einer Beanspruchungs-Zeit-Folge in eine Folge klassierter Umkehrpunkte und die anschließende Zählung von geschlossenen Hysteresen als definiertes Schädigungs-Fundamentalereignis.
Die geschlossenen Hysteresen entstehen durch plastische Verformungen im Werkstoff und können im Spannungs-Dehnungs-Diagramm auch veranschaulicht werden.
Da das Verfahren zweiparametrig ist, erlaubt es eine eindeutige Rücktransformation von Mittelwerten und Amplituden.
Halbschleife oder Halbhysterese wird der Bereich genannt, wo das „Regenwasser“ von einem Pagodendach auf das nächste Pagodendach trifft.

## Regeln der Rainflow-Zählung beim Auswerten der Zyklen
Insgesamt gibt es drei Hauptregeln, um eine Rainflow-Zählung visuell anhand eines Zyklendiagramms auszuwerten.
1. Halbschleife, oder Halbhysterese endet am Ende der Zeitreihe
2. Halbschleife, oder Halbhysterese endet, wenn sie auf eine andere Halbschleife trifft, die zu einem früheren Zeitpunkt gestartet ist.
3. Halbschleife, oder Halbhysterese endet, wenn gegenüber liegender Spitzenwert größer ist als der Startwert der betrachteten Halbschleife.